# 海壽 (正白旗)
海壽（穆麟德轉寫：haišeo），滿洲正白旗，清朝政治人物、清朝工部尚書。
曾任刑部尚書。雍正十二年七月丙戌，接替憲德，擔任清朝工部尚書，后解。由巴泰接任。